# Djaduk Ferianto
Gregorius Djaduk Ferianto (* 19. Juli 1964 in Yogyakarta; † 13. November 2019 ebendort) war ein indonesischer Schauspieler, Regisseur und Musiker (Gesang, Kendang, Kemanak, weitere Perkussionsinstrumente, Komposition).

## Leben und Wirken
Ferianto stammt aus einer Künstlerfamilie; er ist der jüngste Sohn des Choreografen und Malers Bagong Kussudiardja und der jüngere Bruder von Butet Kartaredjasa, einem Schauspieler und Theaterdarsteller aus Indonesien. Er besuchte Workshops in Japan und Nordamerika, hat aber keine formale Musikausbildung.
Ferianto gründete zunächst die Rheze Group und die Wathathitha Creative Music Group. 1995 gründete er das Ensemble Kua Etnika, das im Gamelan von Zentraljava wurzelt. Die von ihm geleitete Gruppe hat sich der Entwicklung neuer Ausdrucksformen in der Tradition des Gamelan gewidmet. Die acht Musiker spielen auf traditionellen Instrumenten Indonesiens und interpretieren manche Stücke auch vokal. Das Besondere an Kua Etnika ist der Versuch, die verschiedenen Musiktraditionen aus Java, Bali, Kalimantan und Sumatra mit westlichen Jazzklängen zu verbinden. Die Instrumente werden in freien Improvisationen und am Jazz orientierten Kompositionen gespielt. 2000 erhielt die Gruppe den UNESCO-Musikpreis. Mit den Pata Masters von Norbert Stein war Ferianot mit Kua Etnika 2003 auf Tournee in Java; dabei entstand ein gemeinsames Album. 2004 trat seine Gruppe mit ihrer audiovisuellen Komposition „Everlasting Kretek Heritage“ in Budapest, Krakau, Graz, Wien, Utrecht, Amsterdam und Prag sowie auch in Panama auf, 2015 beim Museumsuferfest in Frankfurt am Main. Seit 1997 beschäftigte sich Ferianto auch mit Keroncong-Musik, die er mit dem Orchester Sinten Remen aufführte und auf verschiedenen Alben dokumentierte. Er trat beim Jazz Gunung 2014 auch mit Nicole Johänntgen auf. Weiterhin war er Mitglied des Gandrik-Theaters in Yogyakarta.
Seit der Jahrtausendwende war Ferianto zunehmend als Filmkomponist tätig. Neben der Tätigkeit als Musiker und Schauspieler inszenierte er mehrere Theateraufführungen und arbeitete auch für das Fernsehen. Zudem war er musikalischer Leiter des Festivals Jazz Gunung und der Urheber von Ngayogjazz, einer jährlichen Konzertreihe in Yogyakarta.

## Filmographie
- Petualangan Sherina (2000)
- Koper (2006)
- Jagad X Code (2009)
- Cewek Saweran (2011)
- Gending Sriwijaya (2013)
- The Window (2016)

## Diskographische Hinweise
- Orkes Sumpeg Nang Ning Nong (mit Kua Etnika, 1997)
- Ritus Swara (mit Kua Etnika, 2000)
- Parodi Iklan (mit Orkes Sinten Remen, 2000)
- Komedi Putar (mit Orkes Sinten Remen, 2002)
- Janji Palsu (mit Orkes Sinten Remen, 2003)
- Norbert Stein, Pata Masters Meets Djaduk Ferianto, Kua Etnika: Pata Java (Pata Music 2004)
- Maling Budiman (mit Orkes Sinten Remen, 2006)
- Dia Sumber Gembiraku (Lagu Rohani, 2006)